# あぁ、レイモンド!
『あぁ、レイモンド!』（原題：RAYMOND）はフランスのテレビアニメーション作品。どこにでもいる男の子レイモンドと、そのシュールで微妙な日常を描くコメディである。日本のカートゥーン ネットワークでも2009年9月から放送されている。

## 登場人物
レイモンド
日本語吹替：松元惠
分厚いメガネと赤毛が特徴の男の子で、本作の主人公。ちょっぴりドジで心配性、運も決してよくないが、それでもめげないポジティブな性格。第25話でメガネの外れた素顔が露わになる。
マルセロ
日本語吹替：広橋涼
茶色の肌が特徴な男の子で、レイモンドの友人。
アイヴァン
日本語吹替：下和田裕貴
金髪の髪が特徴な男の子で、レイモンドの友人。極度のアレルギー体質。
ビビアン
日本語吹替：松丸幸太郎
レイモンドのライバル。キザでナルシストな性格だが、憎めない一面も。
ルイーズ
日本語吹替：花澤香菜
ボサボサの髪が特徴で笑顔がかわいいレイモンドのクラスメイト。レイモンドとは両思いであるかのような描写が幾度もある。
ビアトリス
日本語吹替：嶋村侑
金髪の髪が特徴な女の子で、レイモンドのクラスメイト。意地悪な性格で、ダフネといつも一緒にいる。
ダフネ
日本語吹替：平田真菜
茶髪が左目を覆っているのが特徴な女の子で、レイモンドのクラスメイト。常に無口で、ビアトリスといつも一緒にいる。
レイモンドのパパ
日本語吹替：興津和幸
レイモンドのママ
日本語吹替：高橋里枝
レイモンドのおばあちゃん
日本語吹替：真山亜子
ラモント先生
日本語吹替：広田みのる

## 放送リスト
1. 赤ちゃん対決！レイモンドｖｓビビアン
2. 映画館へ行こう！レイモンドとおばぁちゃん
3. 人気者対決！レイモンドｖｓビヨン
4. 集合写真：アイヴァンのアレルギー
5. 学校対決！クイズ番組
6. 宝探し：レイモンドとパパ
7. 本日のレポート：ヘンリー・ジョージの正体
8. ビデオ大会阻止計画！
9. 選挙対決！打倒ビビアン
10. ブルーなルイーズと音楽の授業
11. もう大人！？マックスとレイモンド
12. 本日のレポート：パパの正体
13. チャンピオン・ウェア：スキー場の奇跡
14. ラモント先生のいない日
15. レイモンドの悪ガキデビュー！？
16. おばぁちゃんの通販生活
17. あこがれのジムとプリン騒動
18. 反逆児同盟結成！？
19. 演劇対決！ヒーローは誰！？
20. ボクたち骨折トリオ！
21. 避難訓練大騒動！
22. レイモンドは火星の王様！？
23. 海水パンツの悲劇
24. なぞのラブレター
25. ビビアン：敵の敵は味方！？
26. おかしな結婚記念日